# Onimusha: Dawn of Dreams
Onimusha: Dawn of Dreams, lançado no Japão como Shin Onimusha: Dawn of Dreams (新 鬼武者 Dawn of Dreams), é um RPG de ação de 2006 desenvolvido e publicado pela Capcom para o PlayStation 2. É o sexto jogo da série Onimusha da Capcom e o quarto jogo da série principal canônica. Foi lançado no Japão em janeiro de 2006, seguido por lançamentos na América do Norte e Europa em março. A trama se passa no Japão medieval décadas após os eventos de Onimusha 3: Demon Siege e se concentra em Soki, um guerreiro que possui poderes Oni. Soki está em uma missão para deter Hideyoshi Toyotomi, que unificou o Japão em aliança com seu exército demoníaco de Genma após a morte de Nobunaga nas mãos de Samanosuke, e ele também une forças com vários aliados que compartilham o mesmo objetivo de deter os demônios e os planos de Hideyoshi de querer conquistar o mundo.
Embora o jogo mantenha os elementos de ação do Onimusha anterior, ele oferece uma quantidade mais variada de ataques e armas diferentes, além da opção de voltar ao estágio anterior para desbloquear novos conteúdos (embora haja pontos no jogo em que os jogadores não podem mais retornar a determinadas áreas devido ao enredo estar se mudando para uma área diferente do Japão). O jogo também apresenta uma câmera 3D (embora existam pequenas áreas que ainda mantêm a câmera fixa dos jogos Onimusha mais antigos), bem como a capacidade de lutar continuamente ao lado de personagens controlados por IA que se movem dependendo das ordens do jogador (o jogador pode alternar entre os personagens com o apertar de um botão). Dawn of Dreams foi anunciado pela Capcom devido à alta demanda dos fãs e vários membros da Capcom perceberam que poderiam expandir os elementos de ação de Onimusha depois de trabalhar em Shadow of Rome. O jogo foi projetado para atrair jogadores habilidosos em vez do mercado em geral, o que resultou em designs atraentes em vez de realistas.
Após seu lançamento, Onimusha: Dawn of Dreams recebeu boas críticas, mas gerou vendas fracas. Os escritores elogiaram a ação, os gráficos, os personagens e os elementos de exploração, mas também criticaram alguns elementos da apresentação, incluindo o diálogo, a dublagem em inglês e algumas das cenas borradas e de baixa resolução. Dawn of Dreams também recebeu uma adaptação cinematográfica (com cenas do jogo e cutscenes) e dois spin-offs de mangá. Este também é o primeiro Onimusha em que o personagem principal não é baseado na aparência de um ator.

## Jogabilidade
Dawn of Dreams utiliza uma renderização 3D completa de seu ambiente em vez de cenários pré-renderizados. Além disso, o jogador pode controlar a câmera durante a maior parte do jogo, ao contrário dos ângulos de câmera estáticos empregados em seus antecessores. O jogador controla principalmente um espadachim chamado Soki, que mantém as habilidades dos heróis anteriores de Onimusha, como habilidades mágicas e a capacidade de absorver as almas dos demônios ao derrotá-los. A alma dos demônios permite ao jogador aumentar o poder de suas armas e proteção, assim como restaurar a saúde e os poderes mágicos do personagem. Soki também pode entrar por um curto período no modo Oni, o que aumenta seus poderes, embora esse recurso só apareça na metade do jogo.
Ao obter experiência suficiente, Soki e os outros personagens sobem de nível, o que dá ao jogador a opção de aumentar qualquer uma de suas habilidades, assim como obter novos movimentos como resultado. Ao longo de sua jornada, Soki conhece vários aliados que se juntam a ele em combate, cada um com armas e ataques diferentes. O jogador é responsável por manusear seu armamento e subir de nível. Durante o jogo, o segundo personagem que não é controlado pelo jogador pode receber comandos por meio dos botões direcionais. O jogador também pode controlar o personagem de apoio, o que lhe permite usar as habilidades únicas do personagem para executar uma ação que Soki não consegue. Por exemplo, Jubei pode tirar vantagem de seu tamanho reduzido para andar por pisos frágeis ou rastejar por buracos, Ohatsu pode agarrar e balançar em áreas, além de explodir certos objetos com bombas, Roberto pode empurrar objetos pesados ou abrir portas de metal trancadas, e Tenkai pode interagir com espíritos e obter informações úteis deles. Há também o modo cooperativo que permite que o segundo jogador controle outro personagem, sendo a primeira vez na série que adiciona um modo para dois jogadores.
Ao terminar uma fase, o jogador permanece em uma área onde tem a chance de voltar a uma fase anterior com um parceiro determinado e desbloquear novos itens. Os companheiros de equipe de Soki conseguem combinar os itens obtidos por Soki para criar remédios ou equipamentos. Soki também pode conversar com os personagens para aprender mais sobre eles. Além disso, um sistema de loja permite que o jogador compre armas que podem ser aprimoradas, além de suprimentos valiosos, como remédios e acessórios que oferecem uma variedade de benefícios.
Existe um Reino Sombrio no qual o jogador pode escolher entrar livremente após um certo ponto do jogo. Se o personagem ativo estiver usando um dos trajes secretos de Street Fighter II no Reino Sombrio, o tema do personagem associado será reproduzido na versão 3DO da Panasonic do Super Street Fighter II Turbo. Ao terminar o Reino Sombrio, o jogador pode desbloquear uma super arma para o personagem.

## Enredo
O jogo se passa quinze anos após a derrota de Nobunaga Oda no final de Onimusha 3: Demon Siege. O antigo vassalo de Nobunaga, Tokichiro Kinoshita, adota o nome de Hideyoshi Toyotomi enquanto une o Japão e põe fim ao Período Sengoku, mas a paz chega ao fim quando a "Estrela Omen" aparece no céu: vários desastres naturais ocorrem quando Hideyoshi envia seus exércitos para atacar o continente asiático enquanto os Genma ressurgem. Hideyoshi, assim como seu mestre antes dele, usa a Genma para reforçar seu poder enquanto eles coletam "cerejeiras" pelo Japão até Kyoto. Apenas o filho ilegítimo de Hideyoshi, Yūki Hideyasu, se recusa a seguir o pai e luta contra ele sob o nome de Soki. Com uma criatura semelhante a um saco chamada Minokichi como sua única companhia, Soki passa dois anos atacando e queimando transportes que transportavam árvores que os Genma transportavam, liderados por Danemon Ban, entre os que Soki matou em batalha. No processo, ele fica conhecido como o "Demônio Azul".
Soki finalmente conhece Akane "Jubei" Yagyū, uma jovem membro do clã Yagyu que herdou os poderes Oni de seu avô, o mesmo Jubei Yagyu que derrotou Nobunaga muitas décadas atrás. Unindo forças com Soki para se infiltrar onde as árvores estão sendo preparadas para viajar para Kyoto, Jubei é revelada como tendo sido enviada por seu avô para assassinar o traidor de seu clã, Munenori Yagyū. Como Jubei não consegue derrotar Munenori, Soki encontra sua amiga de infância Ohatsu e tenta convencê-la de que Hideyoshi é mau, revelando que as "árvores alegres" são Árvores Genma: estruturas criadas a partir de corpos humanos que produzem Insetos Genma que controlam quem os ingere. Munenori incita Ohatsu a permanecer ao seu lado enquanto Soki é forçado a correr para salvar Jubei. Mais tarde, os dois encontram um monge chamado Tenkai Nankobo, que está procurando por aquele que carrega o poder do "Oni Negro", o Deus das Trevas. Tenkai também está usando uma manopla oni. O grupo segue para o castelo do servo de Hideyoshi, Mitsunari Ishida, e enfrenta o guerreiro do lorde, Sakon Shima, que sofreu lavagem cerebral, enquanto salvam Roberto Frois, um missionário cristão da Espanha que quer se vingar de seu guardião Luís Fróis por se aliar aos Genma. Durante a jornada, Soki começa a ver um homem misterioso vestido de branco.
Quando o grupo tenta ir atrás da Árvore Mãe Genma em Kyoto, Tenkai tenta desesperadamente fazer com que o grupo se concentre na missão, mas vê seu grupo desmoronar quando Jubei e Roberto são capturados enquanto perseguem seus respectivos inimigos. Soki sai correndo para enfrentar Hideyoshi sozinho. No final, com Ohatsu ficando do lado de Soki, Tenkai aparentemente se sacrifica para salvá-los enquanto instrui Soki a ir a um templo no Monte Hiei. Lá, ao descobrir que Ohatsu estava infectada com Insetos Genma, pois eles estavam afetando seu corpo, Soki conhece uma garota tengu chamada Arin, que lhe dá um teste, que o capacita a se tornar o "Onimusha", o guerreiro Oni capaz de salvar a humanidade, para salvar Ohatsu. Soki e Ohatsu conseguem salvar Jubei e Roberto ao descobrirem que Hideyoshi é apenas um fantoche usado pelo Triunvirato Genma: Claudius, que é simbionte com Mitsunari, Rosencrantz, que assumiu o corpo de Fróis, e Ophelia. Enquanto Roberto destrói a Pedra Negra que dá poder a Hideyoshi, Claudius revela que há outra pedra e que o objetivo de sua espécie é ressuscitar seu deus quando a Estrela do Presságio descer sobre o mundo.
Reunidos por Tenkai enquanto se dirigem para a outra Pedra Negra, o grupo de Soki encontra Lady Yodo, irmã de Ohatsu e concubina real de Hideyoshi. Para desgosto de Ohatsu, ela descobre que sua irmã está morta e que seu cadáver é habitado pela própria Ofélia. Depois de derrotar Ophelia, o grupo chega ao laboratório Genma, onde confronta Claudius enquanto ele impede Roberto de tentar destruir a Pedra Negra restante. Um Sakon restaurado chega no último segundo para expurgar Claudius do corpo de Mitsunari, o Genma assumindo sua verdadeira forma antes de ser morto e causar uma explosão que destrói Rosencrantz com Fróis finalmente em paz. O grupo se encontra em uma situação difícil, pois têm seis dias para chegar a Hideyoshi. Durante a fuga, Minokichi se sacrifica para permitir que seus amigos cheguem a Kyoto.
Ao chegar em Kyoto, o grupo faz um último descanso para lamentar Minokichi e falar sobre seu plano. Tenkai também aproveita esse momento para relembrar seu passado. Eles entram em Kyoto para o confronto final, agora consumidos pelas energias Genma enquanto avançam. Roberto, Tenkai e Ohatsu ficam para trás para enfrentar o ressuscitado Triunvirato Genma enquanto Jubei resolve as coisas com Munenori depois de ingerir Insetos Genma suficientes para possuir o poder dos Genma e de sua herança Oni. Soki alcança Hideyoshi, que revela possuir a Semente Genma que lhe permitiria se tornar o receptáculo do deus dos Genmas. Após ser derrotado, no entanto, Hideyoshi, mortalmente ferido, é traído por Ophelia, que arranca a Semente Genma dele antes de ser destruída por Lady Yodo, cuja alma foi selada na Árvore Mãe Genma enquanto ela tenta consumir todos ao seu alcance. Embora o grupo salve Yodo e Soki faça as pazes com seu pai moribundo, o grupo descobre que Munenori roubou a Semente Genma durante a comoção e ressuscita o Deus da Luz: o Lorde Genma Fortinbras, que havia sido ressuscitado por Nobunaga antes de ser morto por Samanosuke décadas antes. Tenkai dá a Soki sua manopla, que contém a alma de outro Lorde Genma, para dar a Soki poder suficiente para destruir Fortinbras antes que ele renasça completamente. A tentativa falha quando Fortinbras, ao matar Munenori quando ele tenta assassiná-lo para obter poder, é revelado como o misterioso homem de branco. Recusando-se a se curvar diante do inimigo onipotente apesar das probabilidades, Soki consegue matar Fortinbras após uma dura batalha. Depois, sentindo que esse é seu destino, Soki ascende lentamente à Estrela do Presságio antes que Jubei desperte e o convença a parar. Soki passa por uma barreira invisível e Jubei tenta desesperadamente acordar os outros. Quando Soki se aproxima do topo, ele se vira para Jubei e diz a ela que se as flores voltarem no ano seguinte, ela se lembrará de pensar nele. Jubei grita que não consegue ouvi-lo e ele desaparece na Estrela Omen, morrendo no processo.
O mundo então retorna à paz, com o retorno das flores de cerejeira. Os aliados de Soki continuam com suas vidas: depois de algum tempo de luto, Ohatsu finalmente decide se casar com outra família enquanto cuida de seu sobrinho e de Yodo. Roberto retorna à sua terra natal para garantir que os Genma não estabeleçam um lugar de poder lá. Tenkai parte com Arin para lugares desconhecidos (é revelado que eles são na verdade Samanosuke Akechi e o tengu Ako). Samanosuke envolve muita coisa, mas tenho que girar o botão Oni ele ainda mantém uma aparência mais jovem. Também é revelado no diálogo do jogo que Ako pode estar apaixonada por Samanosuke e continua a se importar com ele e segui-lo. Quanto a Jubei, ela nunca retornou à aldeia de Yagyu. Ela é vista pela última vez visitando o túmulo de Soki e o agradece pelo que ele fez. Ela então parte em uma jornada para encontrar sentido na vida.

## Desenvolvimento
Embora Onimusha 3: Demon Siege tenha sido anunciado como o último jogo Onimusha, Keiji Inafune, da Capcom, explicou que este era, na verdade, o último título da história de Nobunaga Oda. Após o lançamento de Demon Siege, a Capcom recebeu vários pedidos de fãs para desenvolver outro jogo de Onimusha. Em vez de fazer uma sequência intitulada Onimusha 4, a equipe pensou em "reiniciar" a franquia, pois planejavam reformular a jogabilidade. O jogo foi oficialmente revelado em abril de 2005. A revelação incluiu a premissa do jogo e o novo personagem principal. As flores de cerejeira foram definidas por Inafune como o tema por trás do jogo. O desenvolvimento do jogo levou dois anos. A criação do jogo foi um processo muito diferente dos jogos anteriores de Onimusha. No início havia poucos membros na equipe, então eles trabalharam no design do jogo. Mais tarde, a equipe foi expandida com artistas e programadores. Depois disso, a equipe se reuniu diversas vezes para discutir ideias para finalizar o design do jogo.
Por não fazer parte da mesma saga, Dawn of Dreams ganhou novos elementos de jogabilidade. Enquanto a trilogia de Nobunaga deu ao jogador um objetivo claro e uma câmera fixa, Dawn of Dreams oferece uma câmera livre, o que significa que os jogadores têm liberdade para explorar áreas. Para evitar problemas com a câmera, a função de trava foi deixada mais clara, enquanto o analógico direito do joystick permite mudar os alvos inimigos. A equipe trabalhou para manter o jogo em 60 quadros por segundo, mantendo a mesma qualidade gráfica dos jogos anteriores. Para expandir os elementos de exploração, os jogadores tiveram a possibilidade de voltar a fases anteriores e obter itens graças a itens ou habilidades desbloqueadas ao longo do jogo. Havia também o objetivo de dar ao jogador muito mais opções, como múltiplas armas e estratégias para personagens não controláveis. Quando comparado com a mudança que a série Resident Evil teve com seu quarto título, Inafune viu as mudanças como menores, já que Onimusha sempre foi focado em ação, diferentemente de Resident Evil, que mudou de survival horror para ação desde seu quarto título. Ele também mencionou que o sistema de luta seria mais intenso do que nos jogos anteriores. Ao desenvolver Shadow of Rome, os produtores Yoshinori Ono e Inafune perceberam que poderiam inovar Onimusha dando a ele mais elementos de ação. Como Ono não gostou de alguns quebra-cabeças dos jogos anteriores, ele decidiu torná-los opcionais para os jogadores, permitindo que eles obtivessem o item desejado ao decifrar o quebra-cabeça.
Enquanto os jogos anteriores ofereciam uma mistura de realismo e fantasia, Dawn of Dreams tinha o conceito de "legal". Isso afetou o personagem principal, que foi criado com a ideia de parecer legal. Ao contrário dos heróis anteriores, Soki não foi inspirado em nenhuma estrela japonesa famosa. Isso ocorre porque a Capcom estava tentando atrair apenas jogadores hardcore, em vez do objetivo original da equipe de expandir os jogos para o mercado geral. Isso resultou em mecânicas de jogo mais complexas. Além disso, o uso de atores deu à Capcom restrições na hora de fazer projetos envolvendo a franquia fora dos videogames. Inafune esperava que Dawn of Dreams fosse adaptado para outras formas de mídia. Para adicionar personagens que retornam, apesar de não poderem viver na história de Dawn of Dreams, a equipe usou pseudônimos. Isso gerou especulações iniciais, principalmente a de que a verdadeira identidade do Tenkai seria Samanosuke Akechi, o herói que retornou dos jogos anteriores. Ono não respondeu às perguntas dos fãs, esperando que eles descobrissem a verdade ao jogar. Apesar do foco na ação em vez do cenário, a equipe não reduziu a extensão do enredo e, em vez disso, deu a ele o dobro de conteúdo de história do que Demon Siege. Ono considerou Demon Siege "bem curto" e, portanto, esperava que os jogadores completassem o jogo entre 30 e 40 horas.

## Música
A música do jogo foi composta por Hideyuki Fukasawa e Jamie Christopherson. Fukasawa, que entrou no cenário musical de videogames com seu trabalho em Chaos Legion, foi responsável pela maior parte da música e trilha sonora do jogo Shin Onimusha, enquanto Christopherson ficou encarregado das trilhas orquestrais das cutscenes do jogo. "Startin'" e "Rainy Day", da artista japonesa Ayumi Hamasaki, são apresentadas como temas de abertura e encerramento do jogo, respectivamente. "Startin'" foi composta por Kazuhiro Hara com arranjos de CMJK; "Rainy Day" foi composta por Roberto "Geo" Rosan do Sweetbox com arranjos de Yuta Nakano. Hamasaki escreveu as letras de ambas as músicas.

## Outras mídias
Dois títulos de mangá foram publicados pela Udon Entertainment, fornecendo algumas informações básicas sobre o jogo:
- Onimusha: Twilight of Desire, de Takashi Yaguchi, fala sobre a batalha entre Tenkai e o sobrinho de Toyotomi Hideyoshi, Toyotomi Hidetsugu, que na época estava utilizando o Poder Genma introduzido por Ophelia. Essa história se passa antes do jogo e também é parte do motivo pelo qual Hideyoshi passou a utilizar o Poder Genma.

- Onimusha: Night of Genesis Volumes 1 e 2, de Mitsuru Ohsaki, explica um pouco da história entre Soki e Hideyoshi, a busca subsequente de Soki para destruir as árvores Genma e as maquinações da família biológica de Soki, os Tokugawa. Ele também detalha a herança do nome de seu avô por Jubei e o despertar de seu Olho Demoníaco, bem como o início de sua jornada para caçar Munenori.

Uma adaptação cinematográfica, que compila todas as cenas de CG do jogo com outras recém-animadas para contar a história da perspectiva de Akane, foi lançada em DVD no Japão em 26 de julho de 2006, pela Avex Trax. O filme foi licenciado na América do Norte pela Media Blasters.
Em 2010, um comercial de uma versão em pachislo foi lançado. Sōki também apareceu como um personagem jogável no jogo de luta de 2008, Tatsunoko vs. Capcom: Cross Generation of Heroes, e seu lançamento internacional, Tatsunoko vs. Capcom: Ultimate All-Stars, com seus aliados aparecendo em seu final de arcade, como NPCs.

## Recepção
Dawn of Dreams teve um desempenho abaixo do esperado no lançamento, de acordo com a Capcom. Foi o 41º jogo mais vendido no Japão em 2006, com um total de 325.872 unidades vendidas. O vice-presidente de planejamento estratégico e desenvolvimento de negócios da Capcom, Christian Svensson, referiu-se a Demon Siege e Dawn of Dreams como jogos menos bem-sucedidos do que os dois primeiros títulos Onimusha. Em 2012, o GamesRadar listou Dawn of Dreams como um dos títulos que eles desejavam que fossem relançados em uma coleção HD, já que notaram que o jogo original não alcançou boa popularidade devido ao lançamento dos consoles da próxima geração no mesmo período.
Apesar de sua baixa popularidade, Dawn of Dreams recebeu uma resposta crítica positiva de publicações sobre videogames. Teve uma pontuação agregada de 81/100 no Metacritic. Os elogios eram geralmente direcionados aos seus novos elementos de ação que proporcionam ao jogador um combate mais variado. O IGN comentou que os inimigos no jogo não são tão "inteligentes" e que alguns quebra-cabeças podem ser "tediosos", mas elogiou o combate e o desafio como "fantásticos". A singularidade dos personagens controláveis foi notada por dar ao jogador a ideia de retornar a fases anteriores e desbloquear novos itens. Embora o novo modo para dois jogadores tenha sido bem recebido pelos críticos, o GameRevolution notou alguns problemas que o tornaram menos atraente.
Enquanto o GameSpot elogiou a qualidade da dublagem, o VideoGamer.com criticou e ficou decepcionada com a falta de áudio original japonês no lançamento europeu, diferentemente do lançamento norte-americano. A apresentação recebeu uma resposta geral positiva devido aos seus gráficos e cenas. Alguns críticos notaram alguns problemas de tradução que afetaram o roteiro. No entanto, o enredo gerou boas respostas no VideoGamer.com, que observou que, embora no início pudesse ser difícil de entender para os novatos, o enredo se tornou mais interessante à medida que avançava.
Em 2007, Keiji Inafune comentou que, como Dawn of Dreams não tinha personagens baseados em atores reais, ele sentia que faltava valor de entretenimento. Como resultado, ele comentou que se algum dia fizesse outro jogo Onimusha, adicionaria mais desses personagens. Inafune também falou sobre fazer uma continuação de Dawn of Dreams, mas ele estava mais interessado em desenvolver Mega Man Legends 3, um jogo que nunca foi realizado.